# Pentila torrida
Pentila torrida är en fjärilsart som beskrevs av Kirby 1887. Pentila torrida ingår i släktet Pentila och familjen juvelvingar. Inga underarter finns listade i Catalogue of Life.